# 墳墓文化
墳墓文化（ふんぼぶんか、英語：Tumulus culture）は紀元前1600年ごろから紀元前1200年にかけて存続した、中央ヨーロッパにおける中期青銅器時代の文化。
中心部はウーニェチツェ文化（en:Únětice culture）の範囲のうち西部にあたるバイエルン州とバーデン＝ヴュルテンベルク州のあたり。ウーニェチツェ文化のうち、この西部地方における後継文化。なお、東部地方におけるウーニェチツェ文化の後継はトシュチニェツ文化。
骨壺墓地文化の西部群の諸文化へと引き継がれた。
死者はクルガン墳墓に埋葬されたため、墳墓文化と名づけられた。